# Gaimberg
Gaimberg est une commune autrichienne du district de Lienz dans le Tyrol.